# Lean wit Me
Lean wit Me è un singolo del rapper statunitense Juice Wrld pubblicato il 22 maggio 2018 come terzo estratto dal suo primo album in studio, Goodbye & Good Riddance.

## Descrizione
Lean wit Me è una traccia emo rap e, il cui testo affronta temi lirici oscuri come la dipendenza da droghe e la contemplazione della mortalità, soffermandosi in particolare su come l'abuso di sostanze stupefacenti possa portare all'autodistruzione e al romanticismo tragico.

## Tracce
Testi e musiche di Jarad Anthony Higgins e Nicholas Warren Mira.
1. Lean wit Me – 2:55

## Classifiche

### Classifiche settimanali
| Classifica (2018-2019) | Posizione massima |
| ---------------------- | ----------------- |
| Canada                 | 72                |
| Grecia                 | 100               |
| Stati Uniti            | 68                |
| Svezia                 | 20                |

### Classifiche di fine anno
| Classifica (2019) | Posizione |
| ----------------- | --------- |
| Portogallo        | 1119      |